# Цитадель Салах ад-Діна
35°35′45″ пн. ш. 36°03′26″ сх. д. / 35.59583° пн. ш. 36.05722° сх. д.
Цитадель Салах ад-Діна (араб. قلعة صلاح الدين) (арабською: Кал'ат-Салах-ад-Дін; відома також як Замок Салах ад-Діна) — замок в Сирії. Він розташований за 30 км на схід від Латакії, у високогірній місцевості, на хребті між двома глибокими ярами і оточений лісами.

## Галерея

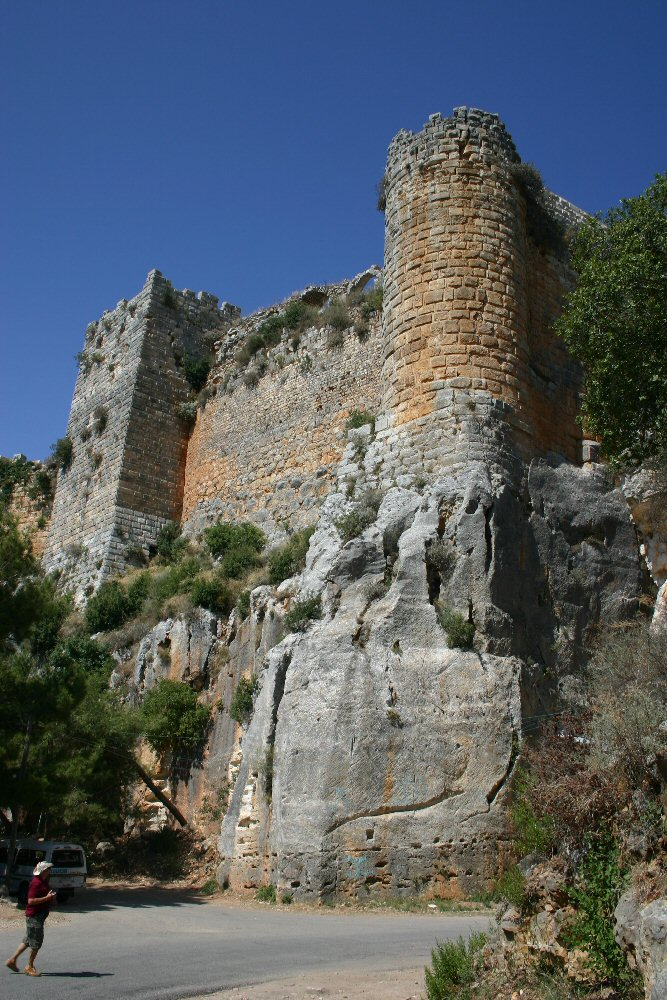
Стіни цитаделі
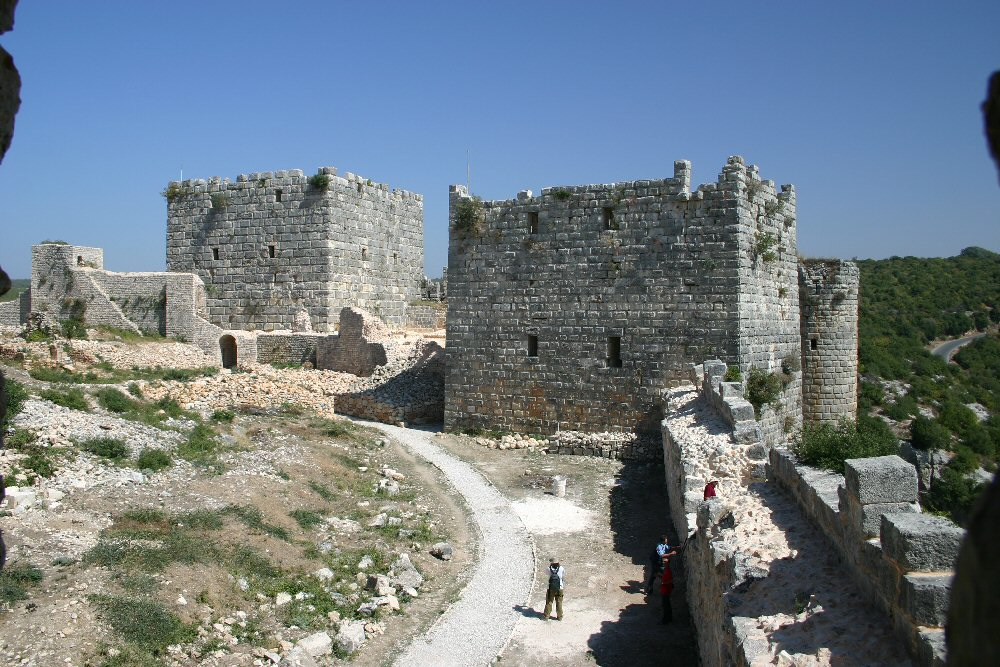
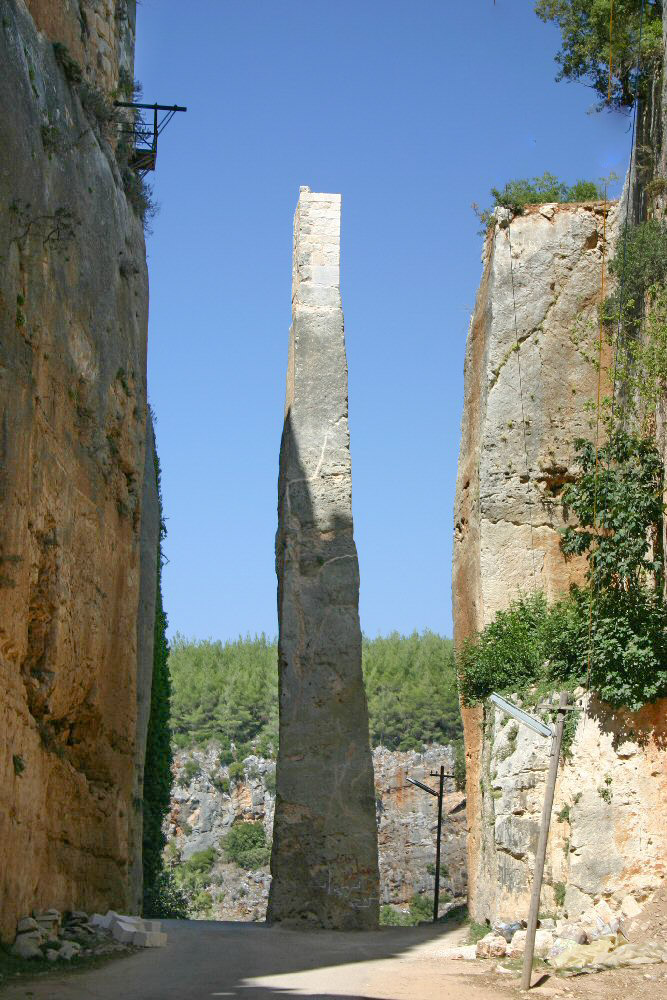